# Saison 1978-1979 de la LHJMQ
Saison précédente Saison suivante
La saison 1978-1979 est la dixième saison de hockey sur glace de la Ligue de hockey junior majeur du Québec. Les Draveurs de Trois-Rivières remportent la Coupe du président en battant en finale les Castors de Sherbrooke. 

## Contexte
Les Dynamos de Shawinigan deviennent les Cataractes de Shawinigan.

## Saison régulière

### Classement
| Clt | Équipe                     | Division | PJ | V  | D  | N  | BP  | BC  | Pts |
| --- | -------------------------- | -------- | -- | -- | -- | -- | --- | --- | --- |
| 1   | Draveurs de Trois-Rivières | Dilio    | 72 | 58 | 8  | 6  | 527 | 233 | 122 |
| 2   | Castors de Sherbrooke      | Dilio    | 72 | 45 | 21 | 6  | 406 | 291 | 96  |
| 3   | Éperviers de Verdun        | Lebel    | 72 | 41 | 24 | 7  | 367 | 313 | 89  |
| 4   | Juniors de Montréal        | Lebel    | 72 | 39 | 25 | 8  | 384 | 291 | 86  |
| 5   | Remparts de Québec         | Dilio    | 72 | 28 | 31 | 13 | 324 | 339 | 69  |
| 6   | Royals de Cornwall         | Lebel    | 72 | 29 | 36 | 7  | 361 | 397 | 65  |
| 7   | Saguenéens de Chicoutimi   | Dilio    | 72 | 26 | 36 | 10 | 337 | 346 | 62  |
| 8   | Cataractes de Shawinigan   | Dilio    | 72 | 24 | 43 | 5  | 310 | 424 | 53  |
| 9   | National de Laval          | Lebel    | 72 | 22 | 43 | 7  | 316 | 469 | 51  |
| 10  | Olympiques de Hull         | Lebel    | 72 | 10 | 55 | 7  | 262 | 491 | 27  |

- En gras : champion de la saison régulière
- En italique : qualifié pour les séries

### Meilleurs pointeurs
| Joueur              | Équipe         | PJ | B  | A   | Pts | Pun |
| ------------------- | -------------- | -- | -- | --- | --- | --- |
| Jean-François Sauvé | Trois-Rivières | 72 | 65 | 111 | 176 | 31  |
| Denis Savard        | Montréal       | 70 | 46 | 112 | 158 | 88  |
| Normand Aubin       | Verdun         | 70 | 80 | 69  | 149 | 54  |
| Robert Mongrain     | Trois-Rivières | 72 | 66 | 76  | 142 | 55  |
| Guy Carbonneau      | Chicoutimi     | 72 | 62 | 79  | 141 | 47  |
| Pierre Lacroix      | Trois-Rivières | 72 | 37 | 100 | 137 | 57  |
| Bob Crawford        | Cornwall       | 65 | 62 | 70  | 132 | 43  |
| Louis Bégin         | Sherbrooke     | 72 | 46 | 85  | 131 | 32  |
| Denis Cyr           | Montréal       | 72 | 70 | 56  | 126 | 61  |
| Serge Boisvert      | Sherbrooke     | 72 | 50 | 72  | 122 | 45  |

## Séries éliminatoires
Les huit premières équipes de la saison régulière jouent les séries éliminatoires à l'issue desquelles la vainqueur remporte la Coupe du président.
|  | Quarts de finale | Quarts de finale           | Quarts de finale | Quarts de finale      |   |                            | Demi-finales | Demi-finales | Demi-finales | Demi-finales |  |  | Finale | Finale | Finale | Finale |
|  |                  |                            |                  |                       |   |                            |              |              |              |              |  |  |        |        |        |        |
|  |                  |                            |                  |                       |   |                            |              |              |              |              |  |  |        |        |        |        |
|  |                  |                            |                  |                       |   |                            |              |              |              |              |  |  |        |        |        |        |
|  | 1                | Draveurs de Trois-Rivières | 4                | 4                     |   |                            |              |              |              |              |  |  |        |        |        |        |
|  | 1                | Draveurs de Trois-Rivières | 4                | 4                     |   |                            |              |              |              |              |  |  |        |        |        |        |
|  | 8                | Cataractes de Shawinigan   | 0                | 0                     |   |                            |              |              |              |              |  |  |        |        |        |        |
|  | 8                | Cataractes de Shawinigan   | 0                | 0                     | 1 | Draveurs de Trois-Rivières | 4            | 4            |              |              |  |  |        |        |        |        |
|  |                  |                            |                  |                       | 1 | Draveurs de Trois-Rivières | 4            | 4            |              |              |  |  |        |        |        |        |
|  |                  |                            | 4                | Juniors de Montréal   | 1 | 1                          |              |              |              |              |  |  |        |        |        |        |
|  | 4                | Juniors de Montréal        | 4                | Juniors de Montréal   | 1 | 1                          | 4            | 4            |              |              |  |  |        |        |        |        |
|  | 4                | Juniors de Montréal        |                  |                       |   |                            |              | 4            |              |              |  |  |        |        |        |        |
|  | 5                | Remparts de Québec         | 0                | 0                     |   |                            |              |              |              |              |  |  |        |        |        |        |
|  | 5                | Remparts de Québec         | 0                | 0                     | 1 | Draveurs de Trois-Rivières | 4            | 4            |              |              |  |  |        |        |        |        |
|  |                  |                            |                  |                       | 1 | Draveurs de Trois-Rivières | 4            | 4            |              |              |  |  |        |        |        |        |
|  |                  |                            | 2                | Castors de Sherbrooke | 0 | 0                          |              |              |              |              |  |  |        |        |        |        |
|  | 3                | Éperviers de Verdun        | 2                | Castors de Sherbrooke | 0 | 0                          | 4            | 4            |              |              |  |  |        |        |        |        |
|  | 3                | Éperviers de Verdun        |                  |                       |   |                            |              |              |              |              |  |  |        |        |        |        |
|  | 6                | Royals de Cornwall         | 3                | 3                     |   |                            |              |              |              |              |  |  |        |        |        |        |
|  | 6                | Royals de Cornwall         | 3                | 3                     | 3 | Éperviers de Verdun        | 0            | 0            |              |              |  |  |        |        |        |        |
|  |                  |                            |                  |                       | 3 | Éperviers de Verdun        | 0            | 0            |              |              |  |  |        |        |        |        |
|  |                  |                            | 2                | Castors de Sherbrooke | 4 | 4                          |              |              |              |              |  |  |        |        |        |        |
|  | 2                | Castors de Sherbrooke      | 2                | Castors de Sherbrooke | 4 | 4                          | 4            | 4            |              |              |  |  |        |        |        |        |
|  | 2                | Castors de Sherbrooke      |                  |                       |   |                            |              | 4            |              |              |  |  |        |        |        |        |
|  | 7                | Saguenéens de Chicoutimi   | 2                | 2                     |   |                            |              |              |              |              |  |  |        |        |        |        |
|  | 7                | Saguenéens de Chicoutimi   | 2                | 2                     |   |                            |              |              |              |              |  |  |        |        |        |        |
|  |                  |                            |                  |                       |   |                            |              |              |              |              |  |  |        |        |        |        |

## Équipes d'étoiles
La ligue sélectionne trois équipes d'étoiles.

### Première équipe
- Gardien de but : Jacques Cloutier, Draveurs de Trois-Rivières
- Défenseur gauche : Pierre Lacroix, Draveurs de Trois-Rivières
- Défenseur droit : Raymond Bourque, Éperviers de Verdun
- Ailier gauche : Louis Bégin, Castors de Sherbrooke
- Centre : Normand Aubin, Éperviers de Verdun
- Ailier droit : Jimmy Mann, Castors de Sherbrooke
- Entraîneur : Michel Bergeron, Draveurs de Trois-Rivières

### Deuxième équipe
- Gardien de but : Vincent Tremblay, Remparts de Québec
- Défenseur gauche : Kevin Lowe, Remparts de Québec
- Défenseur droit : Michel Leblanc, Draveurs de Trois-Rivières
- Ailier gauche : Gilles Hamel, Draveurs de Trois-Rivières
- Centre : Jean-François Sauvé, Draveurs de Trois-Rivières
- Ailier droit : Denis Cyr, Juniors de Montréal
- Entraîneur : Ron Racette, Remparts de Québec

### Troisième équipe
- Gardien de but : Samuel Saint-Laurent, Saguenéens de Chicoutimi
- Défenseur gauche : Mark Hardy, Juniors de Montréal et Normand Rochefort, Draveurs de Trois-Rivières
- Défenseur droit : Pierre Tremblay, Castors de Sherbrooke
- Ailier gauche : Jean-Gaston Douville, Draveurs de Trois-Rivières
- Centre : Denis Savard, Juniors de Montréal
- Ailier droit : Alain Grenier, National de Laval
- Entraîneur : Pete Bisson, Éperviers de Verdun et Ghislain Delage, Castors de Sherbrooke

## Trophées
Trois récompenses collectives et sept individuelles sont décernées.

### Récompenses collectives
- Coupe du président (champions des séries éliminatoires) : Draveurs de Trois-Rivières
- Trophée Jean-Rougeau (champions de la saison régulière) : Draveurs de Trois-Rivières
- Trophée Robert-Lebel (meilleure moyenne de buts encaissés) : Draveurs de Trois-Rivières

### Récompenses individuelles
- Trophée Jean-Béliveau (meilleur pointeur) : Jean-François Sauvé, Draveurs de Trois-Rivières
- Trophée Jacques-Plante (meilleure moyenne de buts encaissés) : Jacques Cloutier, Draveurs de Trois-Rivières
- Trophée Michel-Bergeron (meilleur recrue) : Alain Grenier, National de Laval
- Trophée Frank-J.-Selke (joueur le plus gentilhomme) : Raymond Bourque, Éperviers de Verdun et Jean-François Sauvé, Draveurs de Trois-Rivières
- Trophée Michel-Brière (meilleur joueur) : Pierre Lacroix, Draveurs de Trois-Rivières
- Trophée Émile-Bouchard (meilleur défenseur) : Raymond Bourque, Éperviers de Verdun
- Trophée Guy-Lafleur (meilleur joueur des séries éliminatoires) : Jean-François Sauvé, Draveurs de Trois-Rivières